# Medalha "Pela Captura de Budapeste"
A Medalha "Pela Captura de Budapeste" (em russo: Медаль «За взятие Будапешта», tr. Medal "Za vzyatie Budapeshta") foi uma medalha de campanha da Segunda Guerra Mundial da URSS. Foi criada em 9 de junho de 1945 por decreto do Presidium do Soviete Supremo da URSS para ser concedida a militares que participaram da captura de Budapeste em 1945. O autor do desenho da medalha foi o artista Alexander Kuznetsov.

## Estatuto
A Medalha "Pela Captura de Budapeste" foi concedida aos militares do Exército Vermelho, da Marinha e das tropas do NKVD que participaram diretamente do assalto e captura de Budapeste entre 20 de dezembro de 1944 e 15 de fevereiro de 1945, bem como aos organizadores e comandantes das operações de combate para a captura da cidade.
A Medalha "Pela Captura de Budapeste" é usada no lado esquerdo do peito e, quando combinada com outras medalhas da URSS, é posicionada após a Medalha "Pela Vitória sobre o Japão".
Até 1º de janeiro de 1995, aproximadamente 362.050 pessoas haviam sido condecoradas com a Medalha "Pela Captura de Budapeste".

## Descrição
A Medalha "Pela Captura de Budapeste" é feita de latão e possui formato circular perfeito, com um diâmetro de 32 mm.
No anverso da medalha, no centro, está a inscrição "PELA CAPTURA DE BUDAPESTE" (em russo: «ЗА ВЗЯТИЕ БУДАПЕШТА»; "ZA VZYATIE BUDAPESHTA"). Acima da inscrição, há uma estrela de cinco pontas, e abaixo, a imagem de uma foice e um martelo sobre dois ramos de louro cruzados.
No reverso, está gravada a data da captura de Budapeste: "13 de fevereiro de 1945", com uma estrela de cinco pontas posicionada acima.
Todas as inscrições e imagens na medalha são em relevo. As bordas do anverso e do reverso são contornadas por um aro.
A medalha é presa por meio de uma argola a uma base pentagonal, coberta por uma fita moiré de seda na cor laranja, com 24 mm de largura. No centro da fita, há uma faixa azul de 8 mm de largura.

## Design emprestado
Em 18 de julho de 2005, por ordem nº 552 do Ministro para Situações de Emergência da Federação Russa, foi instituída a Medalha "Por Distinção na Eliminação das Consequências de uma Situação de Emergência", cuja fita tem a mesma padronagem da fita da Medalha "Pela Captura de Budapeste".

## Medalha na cultura
A condecoração é mencionada no final da famosa canção com letra de Mikhail Isakovsky, "Os Inimigos Queimaram a Casa Natal".

## Galeria

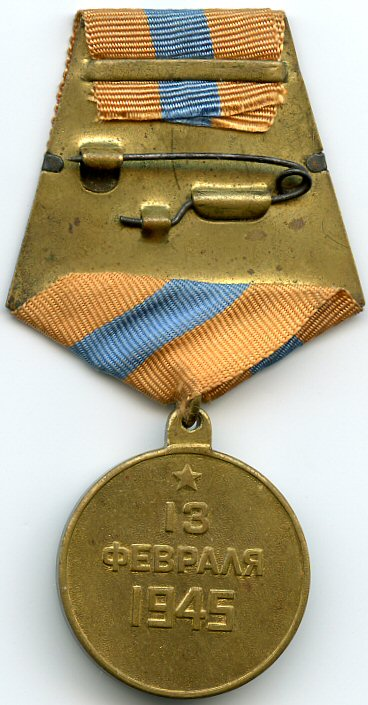
Reverso da medalha
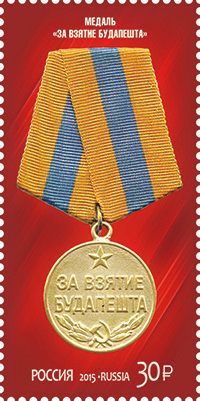
A medalha em selo postal da Rússia
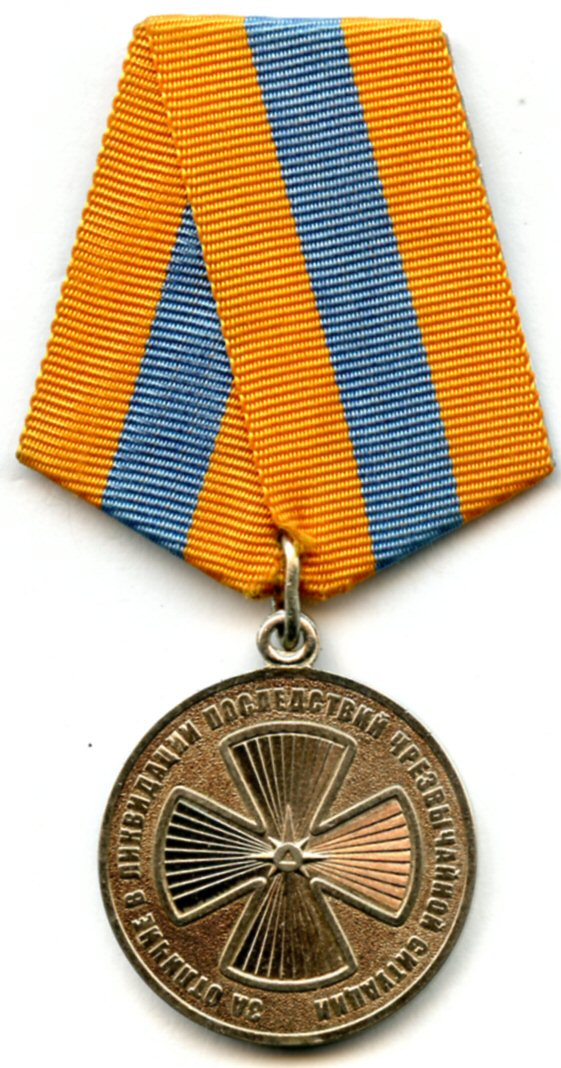
Medalha departamental do Ministério de Situações de Emergência da Rússia "Por Distinção na Eliminação das Consequências de uma Situação de Emergência"